# Tempestade de Fátima
A Tempestade de Fátima é o nome pelo qual ficou conhecida a tempestade eletromagnética ocorrida entre os dias 16 a 26 de janeiro de 1938, com pico de atividade em 22, 25 e 26 do mesmo mês, e integrando o 17º ciclo solar. A eletrificação ainda rudimentar da Europa permitiu a observação nítida do fenômeno, em regiões tão distantes do ciclo polar quanto Portugal e Itália. A aurora resultante criou arcos de carmesim vivo nos céus europeus, com matizes nas cores verde, azul e vermelho, irradiando a partir de uma coroa no zênite, e não em faixas paralelas e horizontais, como usual. A designação Fátima, pela qual o fenômeno é usualmente conhecido, está relacionada às profecias de Fátima, que muitos católicos creem se referir a esta aurora boreal.  